# Friedrich-Wilhelm Dernen
Friedrich-Wilhelm Dernen (Keulen, 15 februari 1884 - Bad Homburg vor der Höhe, 15 februari 1967) was een Duitse officier en Generalmajor der Reserve tijdens de Tweede Wereldoorlog.

## Leven
Op 15 februari 884 werd Friedrich-Wilhelm Dernen in Keulen geboren. Hij trad op 1 oktober 1907 als Einjährig-Freiwilliger  (Eenjarige vrijwilliger) in dienst van het Beiers leger. Hij werd bij het onderdeel de Grenadier-Regiment „Kaiser Wilhelm I.“ (2. Badisches) Nr. 110 in Mannheim geplaatst. Op 30 september 1908 werd hij in de reserve uit de militaire dienst ontslagen.

### Eerste Wereldoorlog
Met het uitbreken van de Eerste Wereldoorlog, werd Dernen weer gereactiveerd in zijn stamregiment, en werd als Zugführer (pelotonscommandant) ingezet. Als pelotonscommandant vocht hij bij Mulhouse, in de Slag der Grenzen, en later in Noord-Frankrijk bij Bauvin, Vermelles en Loos. Nadat hij Kompanieführer (compagniecommandant) geworden was, nam hij aan de Tweede Slag om Artesië deel. Daarna vocht Dernen in het herfstoffensief in de Champagne en de Slag aan de Somme. In september 1917 deed hij bij Verdun de  bestorming van het Fort van Vaux mee. Hij nam aan het einde van 1917 aan de Slag bij Cambrai deel. Tijdens Operatie Michael leidde hij zijn compagnie wederom weer succesvol. Daarna nam hij aan de Tweede Slag bij de Marne deel, en hij bewees zich in Chemin des Dames opnieuw. Op 29 augustus 1918 werd Dernen met de Pour le Mérite onderscheiden.
Na het einde van de Eerste Wereldoorlog, en de repatriëring naar het vaderland en de demobilisatie, werd hij op 6 december 1918 met het Charakter als Oberleutnant der Reserve uit de actieve militaire dienst ontslagen.

### Interbellum
In de daaropvolgende jaren was hij een handelsbediende bij BASF in Ludwigshafen am Rhein. Vanaf 19 augustus tot 15 september 1935 doorliep hij een training voor militairen in de reserve. Dernen nam als compagniecommandant in de bataljonsstaf van het 26e Infanterieregiment in Flensburg aan deze training deel.
Op 1 januari 1936 werd hij als Hauptmann der Reserve in de actieve dienst weer opgenomen. Kort daarna werd Dernen op 1 augustus 1936 tot Major der Reserve bevorderd. Op 27 augustus 1939, de herdenkingsdag van de Slag bij Tannenberg, kreeg hij het Charakter als Oberstleutnant a.D. toegekend.

### Tweede Wereldoorlog
Aan het begin van de Tweede Wereldoorlog, op 2 september 1939 bij de staf van het Infanterie-Ersatz-Regiments 15 onder de wapenen geroepen. Op 5 oktober 1939 werd Dernen tot commandant van het 3e bataljon van het 88e Infanterie-regiment benoemd, die destijds aan de Franse grens lag, om de grens te beveiligen. Op 29 januari 1940 werd hij wegens ziekte bij een veldhospitaal binnengebracht. Aansluitend werd hij naar het Infanterie-Ersatz-Bataillon 88 overgeplaatst, en op 11 april 1940 tot commandant van deze eenheid benoemd. Twee maanden later volgde zijn benoeming tot commandant van het 1e bataljon van het 550e Infanterieregiment. Vanaf 1 augustus 1940 tot 14 oktober 1940 functioneerde hij als opleidingsleider van de 159. Infanterie-Division (159e Infanteriedivisie). En was aansluitend commandant van het 3e bataljon van het 36e Infanterieregiment. Op 17 januari 1942 gaf hij zijn commando weer over, en werd wegens ziekte naar een veldhospitaal gebracht. Vanaf 17 januari 1942 tot 11 mei 1942 werd hij in het Führerreserve van het Wehrkreis-Kommandos IX geplaatst. Na zijn herstel, werd Dernen op 11 mei 1942 tot commandant van het Infanterie-Ersatz-Bataillons 9 benoemd. Op 27 september 1942 werd hij tot commandant van het Grenadier-Ersatz-Regiments 9 benoemd. Kort hierna volgde op 1 december 1942 zijn bevordering tot Oberst der Reserve. Met ingang vanaf 16 mei 1943 werd in de staf van het 90. Panzergrenadier-Division geplaatst. In de daaropvolgende tijd was Dernen commandant van Festungs-Brigade Sardinië. Vanaf 16 augustus 1943 werd hij in het Führerreserve (OKH) geplaatst, en was tegelijk Militärbefehlshaber Belgien-Nordfrankreich  (Militair bevelhebber België-Noord-Frankrijk). Hij werd ook als veldcommandant ingewerkt. Op 7 december 1943 werd Dernen met de waarneming van het Feldkommandant Mont-de-Marsan belast. Op 8 februari 1944 werd Dernen als veldcommandant naar de bevelhebber van Heeresgruppe G  (Legergroep G) in Zuid-Frankrijk gecommandeerd, en kort daarna tot Feldkommandeur 563 benoemd. In die functie werd hij tegelijk tot Kampfkommandant van Montpellier. Op 19 oktober 1944 werd Dernen (mit der Führung beauftragt) (vrije vertaling: met het leiderschap belast) van de 159. Infanterie-Division. Hij werd op 1 december 1944 gelijktijdig tot commandant en bevorderd tot Generalmajor der Reserve. Op 11 december 1944 gaf hij zijn commando aan Generalmajor Heinrich Bürcky weer af. En werd hij wegens ziekte afgelost, en in het Führerreserve geplaatst. Op 17 januari 1945 werd hij tot commandant van de Vesting Olomouc benoemd. Vanwege ziekte trad hij niet aan, en werd op 25 januari 1945 in een veldhospitaal binnengebracht.
In september 1945 raakte Dernen in Amerikaans krijgsgevangenschap. In februari 1948 werd hij weer uit het krijgsgevangenschap ontslagen.

## Na de oorlog
Over het verdere verloop van zijn leven is niets bekend. Op 15 februari 1967 overleed hij in Bad Homburg vor der Höhe.

## Militaire carrière
- Generalmajor der Reserve: 1 december 1944[3][6]
- Oberst der Reserve: 1 december 1942[3]
- Oberstleutnant z.V.: 1 april 1941[3]
- Charakter als Oberstleutnant z.V.: 29 maart 1940[3]
- Charakter als Oberstleutnant a.D.: 27 augustus 1939[3]
- Major der Reserve: 1 augustus 1936[3]
- Hauptmann der Reserve: 1 januari 1936[3]
- Charakter als Oberleutnant der Reserve: 6 december 1918[3]
- Leutnant  der Reserve: 17 februari 1914[3]
- Einjährig-Freiwilliger  (Eenjarige vrijwilliger): 1 oktober 1907[3]

## Onderscheidingen
- Pour le Mérite op 29 augustus 1918 als Leutnant der Reserve en Compagniecommandant in het Grenadier-Regiment “Kaiser Wilhelm I” Nr. 110[3][6][7][8]
- Duitse Kruis in goud op 11 januari 1942 als Oberstleutnant in het III./Infanterie-Regiment 3/ 36e Infanterieregiment[3][6][8][9]
- IJzeren Kruis 1914, 1e Klasse[3][8] en 2e Klasse[3][8]
- Herhalingsgesp bij IJzeren Kruis 1939, 1e Klasse[3][8] en 2e Klasse[3][8]
- Gewondeninsigne 1918 in zwart[3]
- Ridder der Eerste Klasse in de Orde van de Leeuw van Zähringen met Zwaarden[3][8]
- Ridder in de Militaire Karl-Friedrich-Verdienstorde met Zwaarden op 13 november 1916[3][6][8]
- Ridder in de Huisorde van Hohenzollern met Zwaarden[3][6][8]
- Erekruis voor Frontstrijders in de Wereldoorlog[3][8]
- Medaille Winterschlacht im Osten 1941/42[8]